# Peter Gustafsson
Peter Gustafsson, född 17 augusti 1976 i Morlanda församling, är en svensk golfare. Han växte upp på Orust och började spela golf på Orust GK. Han blev proffs 1999.
År 2004 tog Peter Gustafssons karriär fart och han slutade på 16:e plats på Challenge Tour, 15:e plats hade inneburit ett Europatourkort till 2005. Gustafsson vann dock Europatourkvalet på senhösten 2004. 2005 tog han två andraplaceringar, i Omega European Masters i Schweiz och i Jazztel Open de España en Andalucia i Spanien. Totalt spelade Gustafsson in drygt 490 000 euro under sin rookie-säsong. 
År 2006 tog han tre topp-tio-placeringar, bland annat i Scandinavian Masters på Barsebäck. Under 2007 stämde Gustafssons spel inte något vidare och han väntade fortfarande på sin första topp-tio-placering.
Just nu[när?] driver han PG sports academy i Spanien.